# مشارع الأشواق إلى مصارع العشاق
كتاب مشارع الأشواق إلى مصارع العشاق، ومثير الغرام إلى دار السلام ل أبو زكريا أحمد بن إبراهيم بن محمد الدمشقي ثم الدمياطي المشهور بابن النحاس يتحدث عن فضائل الجهاد في سبيل الله وفضل المجاهدين ، أخذه من عدة كتب منها كتاب ابن عساكر وزاد عليه ورتبه على  ثلاثة وثلاثين بابا وخاتمة ثم ترجمه باقي أفندي الشاعر بالتركية  ،و اختصره مصطفى بن إسماعيل الامام .

## سبب تأليف الكتاب
يقول في سبب تأليفه للكتاب: 
| مشارع الأشواق إلى مصارع العشاق | ولما رأيت الجهاد في هذا الزمان قد درست آثاره فلا ترى، وطمست أنواره بين الورى، وأعتم ليله بعد أن كان مقمرا، وأظلم نهاره بعد أن كان نيرا، وذوى غصنه بعد أن كان مورقا، وانطفأ حسنه بعد أن كان مشرقا، وقفلت أبوابه فلا تطرق، وأهملت أسبابه فلا ترمق، وصفنت خيوله فلا تركض، وصمتت طبوله فلا تنبض، وربضت أسوده فلا تنهض، وامتدت أيدي الكفرة الأذلاء إلى المسلمين فلا تقبض، وأغمدت السيوف من أعداء الدين، إخلاداً إلى حضيض الدعة والأمان، وخرس لسان النفير إليهم فصاح نفيرهم في أهل الإيمان، وآمت عروس الشهادة إذ عدمت الخاطبين، وأهمل الناس الجهاد كأنهم ليسوا به مخاطبين، فلا نجد إلا من طوى بساط نشاطه عنه أو اثّاقل إلى نعيم الدنيا الزائل رغبة منه، أو تركه جزعاً من القتل وهلعا، أو أعرض عنه شحاً على الإنفاق وطمعا، أو جهل ما فيه من الثواب الجزيل، أو رضي بالحياة الدنيا من الآخرة، وما متاع الحياة الدنيا في الآخرة إلا قليل. أحببت أن أوقظ الهمم الرُّقَّد، وأنهض العزم المقعد، وألين الأسرار الجامدة، وأبين الأنوار الخامدة، بمؤلف أجمعه في فضل أنواع الجهاد والحض عليه وما أعد الله لأهله من جزيل الثواب عنده وجميل المآب لديه، وما ادخر لعباده المرابطين والشهداء، وما وعدهم به من الكرامة في جنته دار السعداء. فاستخرت الله سبحانه وألقيت إليه مقاليد الإذعان، وبرأت إليه من الحول والقوة وما يعتري الإنسان من النسيان. مع أن فهمي قاصر وباعي قصير، وعزمي متقاصر وجناحي كسير، وهمي متكاثر وشغلي كثير، وعجزي ظاهر ومالي ظهير، لكن الرب سبحانه عند القلوب المنكسرة وإذا رجاه المقصر ستر وصمه وجبره، وهو حسبي وكفى. وسميته:مشارع الأشواق إلى مصارع العشاق، ومثير الغرام إلى دار السلام | مشارع الأشواق إلى مصارع العشاق |

## حياة ابن النحاس و علاقتها بكتابه
عاش ابن النحاس الجهاد حالة واقعة في حياته، حيث نشأ في دمشق نشأة جهادية، ومارس الجهاد فيها عملياَ، ولما انتقل إلى مصر وأقام في دمياط حو الي عشر سنوات، وكان يقود أهل دمياط وما حولها في قتال الصليبيين، وصد غاراتهم ، وخُتِمت حياته بالاستشهاد، وقتل في معركة «الطينة» قرب دمياط سنه 814 هـ